# 内格里利亚德帕伦西亚
内格里利亚德帕伦西亚，是西班牙卡斯蒂利亚-莱昂萨拉曼卡省的一个市镇。 总面积12平方公里，总人口104人（2001年），人口密度9人/平方公里。